# Hypo Niederösterreich
Hypo Niederösterreich je rakouský ženský házenkářský klub sídlící ve městě Maria Enzersdorf. Je dlouhodobým hegemonem rakouské ženské házené. Založen byl v roce 1972 a již za pět let prvně vyhrál rakouskou ligu. Od té doby nastřádal již 46 mistrovských titulů (k roku 2024), z toho 42 v řadě. Také osmkrát triumfoval v Lize mistrů, nejprestižnější klubové soutěži Evropy (1989, 1990, 1992, 1993, 1994, 1995, 1998, 2000). To z něj činí druhý nejúspěšnější ženský házenkářský klub evropské historie. Jednou též vyhrál Pohár vítězů pohárů (2013). Dva roky působil v Jadranské lize, skončil zde na třetím a druhém místě. Své domácí zápasy hraje v hale Bundessport- und Freizeitzentrum Südstadt, která pojme 1200 diváků. Základní sadu dresu tvoří žluté tílko a modré trenýrky. Ke slavným hráčkám minulosti patří Ausra Fridrikasová, Jasna Kolar-Merdanová či Alexandra do Nascimento. Za klub hrála i česká házenkářka Milena Foltýnová.